# Белорусская пропаганда
Белорусская пропаганда — одно из средств репрессивного осуществления власти Александра Лукашенко. В частности, для пропаганды используются государственные СМИ, такие как «Беларусь 1»,  «БелТА», «АТН» и пр., принадлежащие Белтелерадиокомпании. Также пропаганда проводится в образовательных учреждениях Беларуси.

## Ситуация со СМИ в Белоруссии, цели государственной пропаганды
Несмотря на закрепление свободы слова в статье 33 Конституции Республики Беларусь 1996 года, режим Лукашенко ограничивает её другими законами и репрессиями. Правительство поддерживает государственные СМИ, такие как «Беларусь 1», которые издавна используются для пропаганды, и благодаря их обширному присутствию в информационном пространстве осуществляет прямой контроль над медиа-ландшафтом и, соответственно, распространением информации. Это делает людей в Беларуси уязвимыми для государственной пропаганды, поскольку у них мало доступа к альтернативным и независимым СМИ. Основная цель пропаганды — сохранение власти, распространение идеологии и популяризация Александра Лукашенко. В частности, пропаганда пытается создать ощущение, что государство, власть и Лукашенко — одно целое. Фокус на персоне Лукашенко сильнее, чем был на глав государства при СССР.
Характер пропагандистской системы восходит к советским временам. Лукашенко изображается незаменимым отцом нации и гарантом стабильности. Спорт играет важную роль в освещении событий как источник патриотизма.
В школах, колледжах и университетах продолжает происходить серьёзная индоктринация: учащиеся получают однобокие сведения об истории и текущей политической ситуации. Из-за боязни Лукашенко, что профессоры распространяют крамольные идеи про плюрализм, демократию и либерализм, в 2003 году в высших учебных заведениях был введён пророссийский и просоветский обязательный курс «Основы идеологии белорусского государства». В пропаганде, в частности, западные государства и их ассоциации, такие как США, НАТО, а также Польша и весь Европейский Союз, рассматриваются как вражеская сторона, а Россия — наоборот, как самая братская сторона. Чтобы иметь возможность работать в государственном аппарате, нужно пройти идеологические тесты.

## Примеры пропаганды и целенаправленного искажения информации
Во время пандемии COVID-19 в Белоруссии Лукашенко преуменьшил опасность ситуации, а сообщать об эпидемии изначально не разрешалось.
Государственные СМИ на фоне протестов с 2020 года не только в авторских передачах, но уже и в новостях стали активно прибегать к мистификациям, использовать стилистически сниженную лексику и навешивать ярлыки – результат интоксикации их сотрудников собственной пропагандой, по мнению журналиста Павлюка Быковского. Оперативная рабочая группа по стратегическим коммуникациям отметила как пример передачи Григория Азарёнка на канале «СТВ», в которых дезинформация сопровождается языком вражды.
В представлении белорусской пропаганды массовые акции протеста 2020 года — это акции, контролируемые Западом. Сам Лукашенко в августе 2020 года заявил, что Запад ставил целью аннексию Гродненской области. По его словам, в регионе уже развевались польские флаги.
Пропаганда в Беларуси фальсифицирует насилие милиции по отношению к демонстрантам и, среди прочего, пытается ослабить протестное движение с помощью дезинформации; кроме того, целенаправленно используются другие методы, такие как аресты членов оппозиции, например членов Координационного совета.
Вскоре после задержания 15 сентября 2020 года Степана Латыпова по «Беларусь 1» показали сюжет, в котором со ссылкой на МВД утверждалось, что житель «Площади Перемен» собирался применить яд против силовиков, но в окончательном сообщении Следственного комитета о завершении расследования эта версия отсутствовала.
В конце сентября 2020 года в эфире «Беларусь 1» были показаны признательные показания от группы людей, которым якобы заплатили координаторы за участие в протестах. По свидетельствам одного из пострадавших, 29 сентября 2020 года в РУВД Первомайского района Минска Николай Карпенков снимал видеоролики, впоследствии и показанные по «Беларусь 1», лично и командовал группой силовиков, которая выбивала ложные показания от группы людей, схваченных ГУБОПиКом, которых побоями и угрозами заставляли сказать на камеру, что им заплатили координаторы.
3 июня 2021 года на «ОНТ» вышла передача с участием Романа Протасевича и Марата Маркова, главы телеканала, обозначенная как интервью Протасевича. Передача вызвала массовую критику и была расценена многими как элемент пыток политического заключённого.
3 сентября 2021 года в выпуске новостей на «ОНТ» в сюжете о массовом отравлении в минской гимназии №3 говорилось, что отравление произошло якобы из-за домашней еды. Сюжет вызвал массовую критику среди детей, родителей и учителей.

## Поддержка белорусской пропаганды со стороны России
Во время мирных массовых протестов 2020 года против, как предполагается, сфальсифицированных президентских выборов журналистов белорусских государственных СМИ, отказавшихся поддерживать официальные сообщения о победе Лукашенко и операциях против демонстрантов, заменили сотрудники из России, в том числе с «RT». Государственные СМИ сообщали, что оппозиция пригрозила, что скоро школьные уроки будут проводиться только на белорусском языке, хотя белорусы, поскольку большинство из них двуязычны, не видели угрозы, свидетельствовала Ксения Луцкина, бывший корреспондент Белтелерадиокомпании. По словам немецкой журналистки Керстин Хольм, манипуляции, продемонстрированные в СМИ, имеют почерк российских экспертов. Государственный вещатель «Беларусь 1» показал снимки выступления лидера оппозиции Марии Колесниковой, которое было аккомпанированно хором голосов, что кричал «Уходи!». Однако эти призывы протестного движения на самом деле были направлены против Лукашенко. Также на «Беларусь 1» вышел репортаж о семье, которая находилась в машине во время акций протеста против Лукашенко в Гродно и подверглась нападению сотрудников ОМОНа, во время которого был серьёзно ранен ребёнок. Однако в сообщении говорилось, что семья случайно попала в аварию.
Белорусскую государственную пропаганду поддержал российский пропагандистский канал «RT». «RT» показал сюжет, в котором сотрудник ОМОНа утверждает, что молодой человек, избитый ОМОНом до бессознательного состояния, якобы был пьяный и в состоянии наркотического опьянения; это опроверг независимый портал «TUT.BY», опубликовавший заключение врача с противоположной информацией.
Лукашенко поблагодарил «RT» за помощь в освещении акций протеста после президентских выборов.
После первой волны протестов в 2020 году белорусские государственные телеканалы с помощью экспертов в сфере СМИ из России не только согласовали свои дезинформационные нарративы с прокремлёвскими СМИ, но и приняли ту же тактику, например, преследуя иностранных дипломатов.

## Последствия
Начиная с 2006 года руководители и ведущие пропагандисты государственных СМИ (Белтелерадиокомпания, «ОНТ», «СТВ», «Советская Белоруссия», БелТА) неоднократно вносились в «Чёрный список ЕС», попадали в список специально обозначенных граждан и заблокированных лиц США, санкционные списки Великобритании, Швейцарии.
Из-за наличия пропаганды многие журналисты решили оставить работу в государственных СМИ летом—осенью 2020 года. К примеру, в этот период с «ОНТ» уволилось около четверти сотрудников: не менее 80 из 300, даже несмотря на угрозы руководства телеканала к увольнявшимся в виде заведения уголовных дел и насильственных исчезновений. В августе большая часть коллектива покинула радио «Сталіца». Исход продолжился и в 2021 году: в январе насчитывалось более 100 открытых вакансий в Белтелерадиокомпании, а по состоянию на июнь от Белтелерадиокомпании были размещены уже 160 вакансий, от издательского дома «Беларусь сегодня» (газета «Советская Белоруссия» и др.) – 20.
22 декабря 2020 года Instagram удалил аккаунт телеканала «ОНТ» из-за многочисленных жалоб пользователей на агрессивную пропаганду, недостоверную информацию и контент, разжигающий вражду.
10 июня 2021 года на Украине запретили ретрансляцию канала «Беларусь 24» среди прочего за разжигание национальной розни и распространение дезинформации.
30 июня 2021 года Белтелерадиокомпанию исключили из Европейского вещательного союза.